# 라라 판 라위번
라라 빅토리아 판 라위번(네덜란드어: Lara Victoria van Ruijven, 네덜란드어 발음: [ˈlaːraː vɑn ˈrœyvən], 1992년 12월 28일~2020년 7월 10일)은 네덜란드의 쇼트트랙 선수이다. 2018년 동계 올림픽 여자 계주에서 동메달을 획득한 네덜란드팀의 일원으로 2019년 세계 쇼트트랙 선수권 대회에서는 500m 부문 금메달을 차지하면서 네덜란드 여자 선수로서는 처음으로 세계 쇼트트랙 선수권 대회 개인전 금메달을 획득하였다.
2020년 6월 25일에 프랑스에서 훈련 도중 쓰러져 병원에 입원하여 자가 면역 질환 판정을 받았다. 그 후 병이 악화되어 7월에 사망했다.